# The Square
The Square és una pel·lícula dramàtica satírica sueca de 2017 dirigida per Ruben Östlund i protagonitzada per Claes Bang, Elisabeth Moss, Dominic West i Terry Notary. Es va rodar en Göteborg, Estocolm i Berlín. Ha estat subtitulada al català.
La pel·lícula tracta sobre la publicitat que envolta a una instal·lació artística i va ser inspirada en part per una que Östlund i el productor Kalle Boman havien muntat.
La cinta va participar en el Festival de Cinema de Canes 2017, en el qual va rebre principalment crítiques positives i va guanyar la Palma d'Or. Després va ser seleccionada per a competir en el Festival Internacional de Cinema de Toronto 2017.

## Sinopsi
Christian, director artístic d'un museu d'art contemporani, s'encarrega d'una exposició titulada "The Square" en la qual hi ha una instal·lació que fomenta valors humans i altruistes. Quan contracta a una agència de relacions públiques per a difondre l'esdeveniment, la publicitat produeix malestar en el públic.

## Repartiment
- Claes Bang com Christian, director del museu.
- Elisabeth Moss com Anne, la periodista estatunidenca.
- Dominic West com Julian, l'artista que participa en una conferència.
- Terry Notary com Oleg, l'home «bufó».
- Christopher Læssø com Michael, el col·laborador de Christian.
- Marina Schitpjenko
- Linda Anborg com Linda.
- Annica Liljeblad com Sonja.

## Producció

### Desenvolupament
La història de la pel·lícula es va concebre quan el director Ruben Östlund i el productor Kalle Boman van ingressar en una instal·lació en el Museu Vandalorum en Värnamo en 2014.En la declaració dels seus artistes, van escriure "The Square és un santuari de confiança i cura, tots compartim els mateixos drets i obligacions ". Mentre treballava en el guió, Östlund va visitar nombroses galeries d'art.
En una escena, un home amb la síndrome de Tourette li crida a un periodista. Östlund va dir que això es va inspirar en un incident real en un teatre suec, i es va representar sense por de la insensibilitat, ja que va dir que totes les persones estan satiritzades en el seu treball. El començament de la pel·lícula també es va inspirar en un incident real, quan en Gothenburg Östlund va veure a una dona córrer cap a un home, dient que algú anava a matar-la. Un altre home va arribar i va cridar. Va resultar ser un estratagema, en la qual el telèfon mòbil de Östlund va ser robat.

### Càsting
L'actor danès Claes Bang es va assabentar del projecte a través de Tanja Grunwald, qui era de Dinamarca i va triar The Square. Bang va assistir a tres audicions, involucrant molta improvisació.Això va portar a Elisabeth Moss i Dominic West a unir-se a l'elenc. Moss va practicar la improvisació durant dues hores per a assegurar-se la seva part. Östlund va dir que era un desafiament per a Moss i West adaptar-se a la direcció sueca, però finalment es van ajustar.

### Rodatge

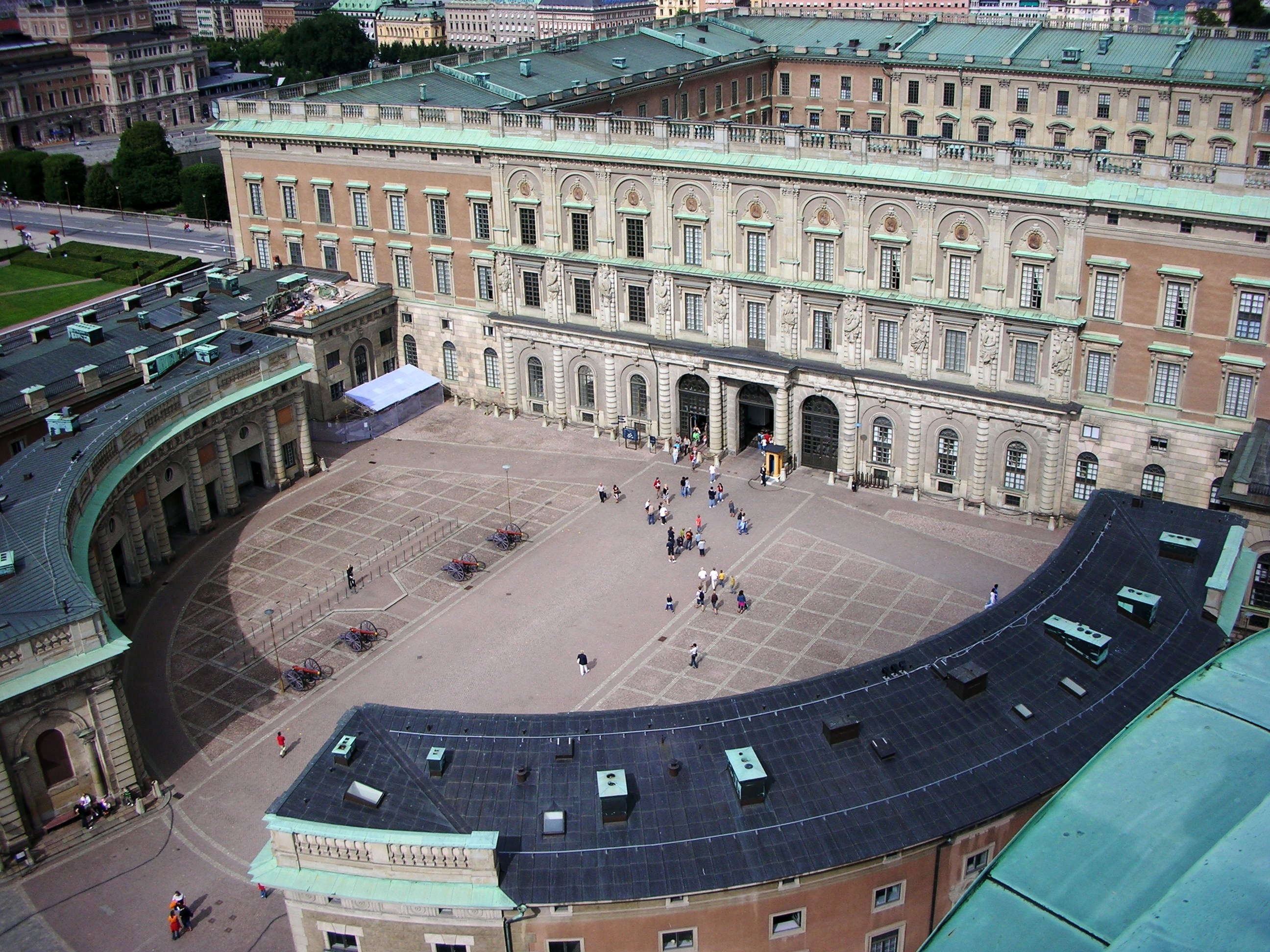
Palau d'Estocolm.

La filmació va tenir lloc de juny a octubre de 2016 en Göteborg, Estocolm i Berlín. La galeria en la pel·lícula es basa en el Palau d'Estocolm . Gran part de l'art representat va ser dissenyat per a la pel·lícula, amb instal·lacions influenciades per Robert Smithson, una autèntica imatge de Garry Winogrand, i una altra obra de Östlund i Kalle Boman.

## Premis
| Premi                                      | Data de cerimònia       | Categoria                             | Nominat/a      | Resultat   | Ref(s) |
| ------------------------------------------ | ----------------------- | ------------------------------------- | -------------- | ---------- | ------ |
| Premis Oscar                               | 4 de març de 2018       | Millor Pel·lícula de parla no anglesa | Ruben Östlund  | Nominada   | [ 5 ]  |
| Bodil Awards                               | Març de                 | Millor pel·lícula no americana        | Ruben Östlund  | Guanyadora | [ 6 ]  |
| Boston Society of Film Critics             | 10 de desembre de 2017  | Millor pel·lícula estrangera          | Ruben Östlund  | Guanyadora | [ 7 ]  |
| British Independent Film Awards            | 10 de diciembre de 2017 | Millor pel·lícula estrangera          | Ruben Östlund  | Nominada   | [ 8 ]  |
| Festival Internacional de Cinema de Canes  | 28 de mayo de 2017      | Palme d'Or                            | Ruben Östlund  | Guanyadora |        |
| Festival Internacional de Cinema de Canes  | 28 de mayo de 2017      | Vulcan Award                          | Josefin Åsberg | Guanyadora |        |
| Chicago Film Critics Association           | 12 de desembre de 2017  | Millor pel·lícula estrangera          | Ruben Östlund  | Guanyador  | [ 9 ]  |
| Premis César                               | 2 de març de 2018       | Millor pel·lícula estrangera          | Ruben Östlund  | Nominat    | [ 10 ] |
| Critics' Choice Movie Awards               | 11 de gener de 2018     | Millor pel·lícula estrangera          | Ruben Östlund  | Nominat    | [ 11 ] |
| Dallas-Fort Worth Film Critics Association | 13 de desembre de 2017  | Millor pel·lícula estrangera          | Ruben Östlund  | Guanyadora | [ 12 ] |
| European Film Awards                       | 9 de desembre de 2017   | Millor pel·lícula                     | Ruben Östlund  | Guanyadora | [ 13 ] |
| European Film Awards                       | 9 de desembre de 2017   | Millor comèdia                        | Ruben Östlund  | Guanyadora | [ 13 ] |
| European Film Awards                       | 9 de desembre de 2017   | Millor director                       | Ruben Östlund  | Guanyador  | [ 13 ] |
| European Film Awards                       | 9 de desembre de 2017   | Millor guió                           | Ruben Östlund  | Guanyador  | [ 13 ] |
| European Film Awards                       | 9 de desembre de 2017   | Millor Actor                          | Claes Bang     | Guanyador  | [ 13 ] |
| European Film Awards                       | 9 de desembre de 2017   | Millor disseny de producció           | Josefin Åsberg | Guanyadora | [ 14 ] |
| Fantastic Fest                             | Setembre de 2017        | Millor comèdia                        | Ruben Östlund  | Guanyador  | [ 15 ] |
| Golden Globes                              | 7 de gener de 2018      | Millor pel·lícula estrangera          | Ruben Östlund  | Nominada   | [ 16 ] |
| Premis Goya                                | 3 de febrer de 2018     | Millor pel·lícula europea             | Ruben Östlund  | Guanyadora | [ 17 ] |